# Maximilian Lienher
Maximilian Lienher (* 30. Januar 1999) ist ein ehemaliger österreichischer Skispringer. Er ist Sportler des Heeressportzentrums des Österreichischen Bundesheers.

## Werdegang
Lienher, der für den Kitzbüheler Ski Club startet, gab sein internationales Debüt bei den Nordischen Skispielen der OPA 2014 im französischen Gérardmer, wo er direkt den Schülerwettbewerb von der Mittelschanze Tremplin des Bas-Rupts gewinnen konnte. In den folgenden Jahren trat er regelmäßig bei Wettkämpfen des Alpencups und des FIS-Cups an.
Am 28. Januar 2017 gab Lienher im heimischen Bischofshofen sein Debüt im Continental Cup, verpasste jedoch die Punkteränge. Diese erreichte er erstmals in der Saison 2017/18 beim Springen Anfang Januar 2018 von der Hochfirstschanze in Titisee-Neustadt. Rund einen Monat später nahm Lienher bei den Juniorenweltmeisterschaften im schweizerischen Kandersteg teil. Während er beim Einzelspringen den 19. Rang belegte, gewann er gemeinsam mit Mika Schwann, Jan Hörl und Clemens Leitner die Silbermedaille beim Teamwettkampf. Nachdem er im Continental Cup 2018/19 häufiger die Punkteränge erreicht hatte, wurde er erneut für die Juniorenweltmeisterschaften nominiert. Bei den Wettbewerben von der Salpausselkä-Normalschanze im finnischen Lahti belegte er im Einzel den siebten, mit dem Team den fünften sowie im Mixed-Team den vierten Rang.
Im Sommer 2019 trat Lienher zunächst im FIS Cup an, wo er nach zwei Podestplatzierungen in Szczyrk zweimal in Schtschutschinsk gewinnen konnte. Diese Form konnte er beim Continental-Cup-Springen in Schtschutschinsk bestätigen und gewann den Wettbewerb von der Großschanze. An diese Leistung konnte er im restlichen Saisonverlauf nicht mehr anknüpfen. So verpasste er bei seinem Grand-Prix-Debüt in Hakuba bei einem schwach besetzten Teilnehmerfeld den zweiten Durchgang deutlich und auch im Continental Cup gelangen ihm keine guten Sprünge mehr. Im Winter trat er daher vorrangig im FIS Cup an, konnte allerdings auch dort keine einstelligen Platzierungen erzielen. Die Saison schloss er auf dem 42. Platz der Continental-Cup-Gesamtwertung sowie als Fünfter in der FIS-Cup-Wertung ab. Bei den österreichischen Meisterschaften 2020 belegte Lienher den 20. Platz von der Normalschanze in Eisenerz sowie Rang 24 von der Großschanze in Bischofshofen. Im Winter 2020/21 kam Lienher international ausschließlich im FIS Cup zum Einsatz und erreichte als vierzehntbester Österreicher den 29. Platz in der Gesamtwertung.
2022/23 gewann er den FIS Cup. Ende April 2023 gab er sein Karriereende bekannt.

## Erfolge

### Continental-Cup-Siege im Einzel
| Nr. | Datum         | Ort              | Typ         |
| --- | ------------- | ---------------- | ----------- |
| 1.  | 13. Juli 2019 | Schtschutschinsk | Großschanze |

## Statistik

### Continental-Cup-Platzierungen
| Saison  | Sommer | Sommer | Winter | Winter | Gesamt | Gesamt |
| Saison  | Platz  | Punkte | Platz  | Punkte | Platz  | Punkte |
| ------- | ------ | ------ | ------ | ------ | ------ | ------ |
| 2017/18 | —      | —      | 111.   | 007    | 146.   | 007    |
| 2018/19 | —      | —      | 052.   | 100    | 075.   | 100    |
| 2019/20 | 026.   | 173    | 087.   | 017    | 042.   | 190    |
| 2022/23 | 044.   | 028    | 064.   | 038    | 064.   | 066    |